# منتخب السويد تحت 16 سنة لكرة القدم
منتخب السويد تحت 16 سنة لكرة القدم هو ممثل السويد الرسمي في المنافسات الدولية في كرة القدم في فئة كرة قدم تحت 16 سنة للرجال
، يديريه اتحاد السويد لكرة القدم.